# آلیس پول
آلیس پول (انگلیسی: Alice Pol؛ زادهٔ ۳ دسامبر ۱۹۸۲) بازیگر اهل فرانسه است. وی از سال ۲۰۰۳ میلادی تاکنون مشغول فعالیت بوده‌است.
از فیلم‌ها یا برنامه‌های تلویزیونی که وی در آن نقش داشته‌است می‌توان به بهترم، ناپدید شدن، یک به‌علاوه یک و کمیسر لسکو اشاره کرد.